# Amurski leopard
Amurski leopard ili Sibirski leopard (Panthera pardus orientalis) je podvrsta leoparda koja je jedna od najrjeđih divljih mačaka na svijetu. U divljini se može pronaći jedino na jugozapadnoj granici Primorskog kraja (Rusija) s Kinom i Sjevernom Korejom, a broj preostalih jedinki u divljini se procjenjuje na 27 do 32, prema popisu 2007. godine. Te je stoga upisan na IUCN-ov crveni popis kritično ugroženih vrsta (CR).
Njegovo ime potječe od rijeke Amur u Sibiru, ali je poznata i kao Dalekoistočni leopard, Korejski leopard i Manđurski leopard. 
Od osam podvrsta leoparda Amurski pokazuje najveće odstupanje u šarama krzna. Boja krzna kod ove podvrste je blijedožuta (pogotovo zimi), po kojemu su zbijeno raspoređene crne mrlje. Debljina krzna je u rasponu od 2,5 cm tijekom ljeta do 7,5 cm tijekom zime. Dugi su od 107 do 136 cm, a rep im je dug 82-90 cm; visoki su od 64-78 cm, a težina im je oko 32,2-48 kg kod mužjaka i 25-42,5 kg kod ženki. Ženke postaju plodne s tri do četiri godine. Amurski leopardi u zatočeništvu donose na svijet mlade krajem proljeća i početkom ljeta. Poslije bremenitosti koja traje dvanaest nedjelja, rađa se od jednog do četiri (obično dva) mladunca koji ostaju s majkom sljedeće dvije godine. U divljini leopardi žive 10 do 15, a u zarobljeništvu do 20 godina.
Ova podvrsta leoparda živi najsevernije od svih ostalih. Prostor na kojemu obitava poklapa se sa životnim prostorom Sibirskog tigra, čije se stanište nastavlja još prema sjeveru. Studije su pokazale da u Rusiji povećana populacija tigrova ne utječe na populaciju leoparda. Nekada je živio i na prostoru sjeveroistočne Kine, južnom dijelu Rusije i na cijelom Korejskom poluotoku. Ovaj se prostor dramatično smanjio tijekom dvadesetog stoljeća zbog uništenja njegova prirodnog okoliša i lova. Oko tristo jedinki se nalazi u zoološkim vrtovima širom Europe, Sjeverne Amerike i država bivšeg Sovjetskog saveza. Većina tih jedinki uključena je u program očuvanja i razmnožavanja u zatočeništvu.
Krivolov predstavlja glavnu opasnost za leoparde izravno, ali i neizravno nekontroliranim izlovom njihovog prirodnog plijena, jelena. Samo tijekom 2002. godine u Rusiji je pronađeno devet koža ovih leoparda, a najmanje još dva primjerka su ubijena u Kini. Nadalje, njihov prirodni okoliš je ugrožen namjerno izazvanim požarima koje započinju lokalni stanovnici kako bi spalili raslinje i omogućili rast paprati koja je veoma populana kao dodatak posuđu u Rusiji i Kini. Javljaju se i negativni utjecaji razmnožavanja bliskih rođaka, koji su posljedica male genetičke raznolikosti zbog samnjenja populacije. Naime, jedinke koje nastanu na ovaj način su veoma neotporne i podložne raznim oboljenjima. 

## Vanjske poveznice
- ALTA Amur Leopard Conservation
- The Tigris Foundation – posvećena zaštiti Amurskih leoparda (engl.)

### Ostali projekti
|  | Zajednički poslužitelj ima još gradiva o temi Panthera pardus orientalis |
|  | Wikivrste imaju podatke o taksonu Panthera pardus orientalis             |